# Capitólio de Havana
O Edifício do Capitólio Nacional (em espanhol, El Capitolio), em Havana, construído em 1929, foi a sede do governo de Cuba até a Revolução Cubana, em 1959. Atualmente é a sede da Academia Cubana de Ciências. O seu desenho foi inspirado no Capitólio dos Estados Unidos em Washington, DC. Concluído em 1929, o prédio foi o edifício mais alto de Havana na década de 50 e também a terceira maior casa parlamentar do mundo.

## Prédio
O prédio é semelhante ao Capitólio de Washington, mas o arquiteto Eugenio Raynieri inspirou-se na cúpula do Panteão de Paris. A cúpula foi construída nos Estados Unidos e é fixada bem acima da fachada do prédio para permitir mais espaço interno na parte traseira do prédio. Com quase 92 metros (300 pés) de altura, a cúpula foi o ponto mais alto na cidade de Havana até a década de 1950 (essa honra pertence agora ao Memorial José Martí).
As lâmpadas que podem ser encontradas em todo o edifício foram desenhadas e fabricadas especialmente para o edifício. No centro do prédio dois pátios proporcionam luz e ventilação para os gabinetes do terceiro e quarto andares. Existe ainda uma pequeno andar que dá acesso a cúpula.